# Deon de Kock
Pas d'image ? Cliquez ici

a Compétitions nationales et continentales officielles uniquement.

b Matchs officiels uniquement.
Dernière mise à jour le 12 février 2024.
 Deon de Kock, né le 11 mai 1975 à Empangeni (Afrique du Sud), est un joueur de rugby à XV qui a joué avec l'équipe d'Afrique du Sud. Il évolue au poste de demi de mêlée (1,88 m pour 79 kg).

## Carrière

### En équipe nationale
Il a disputé son premier test match le 17 novembre 2001 contre l'équipe d'Italie. Son dernier test match fut contre l'équipe des États-Unis, le 1er décembre 2001.

## Palmarès
- 2 test matchs avec l'équipe d'Afrique du Sud en 2001